# České země

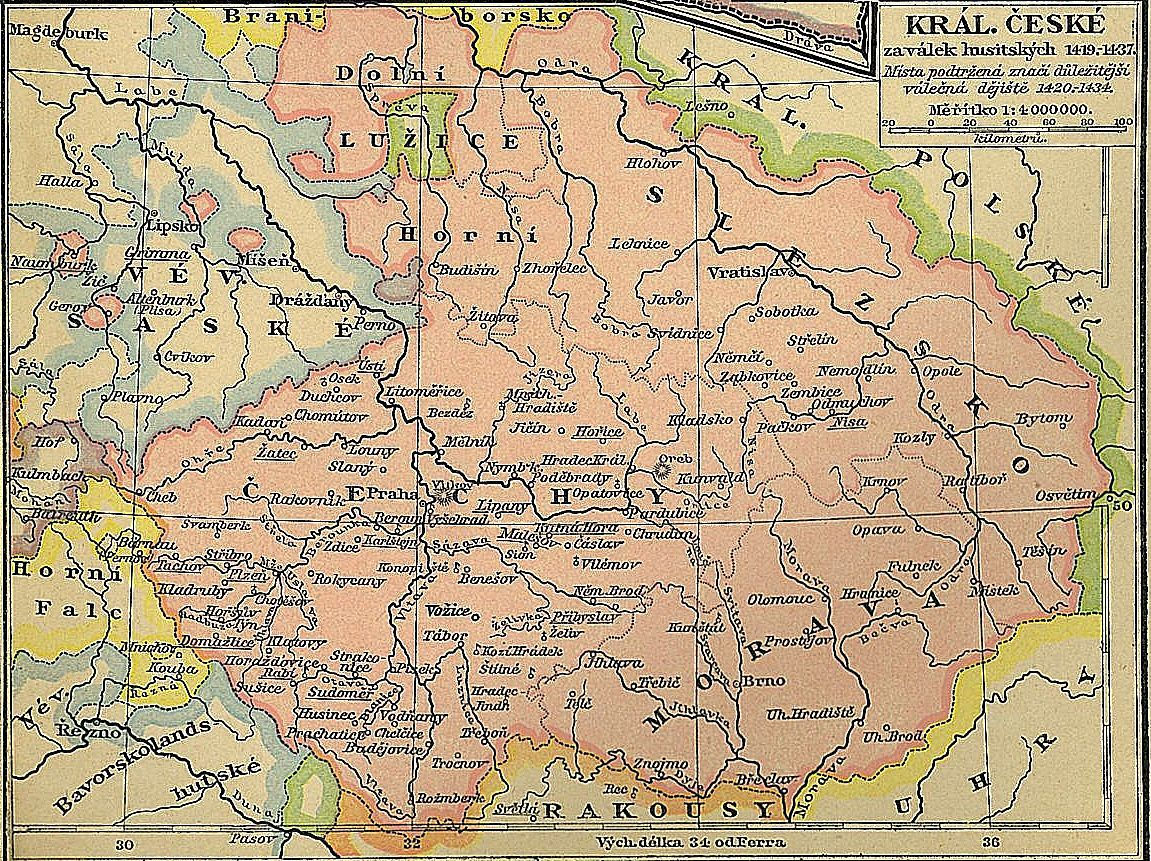
Česká koruna za husitských válek (zobrazený širší územní rozsah českých zemí trval po zhruba 400 let)

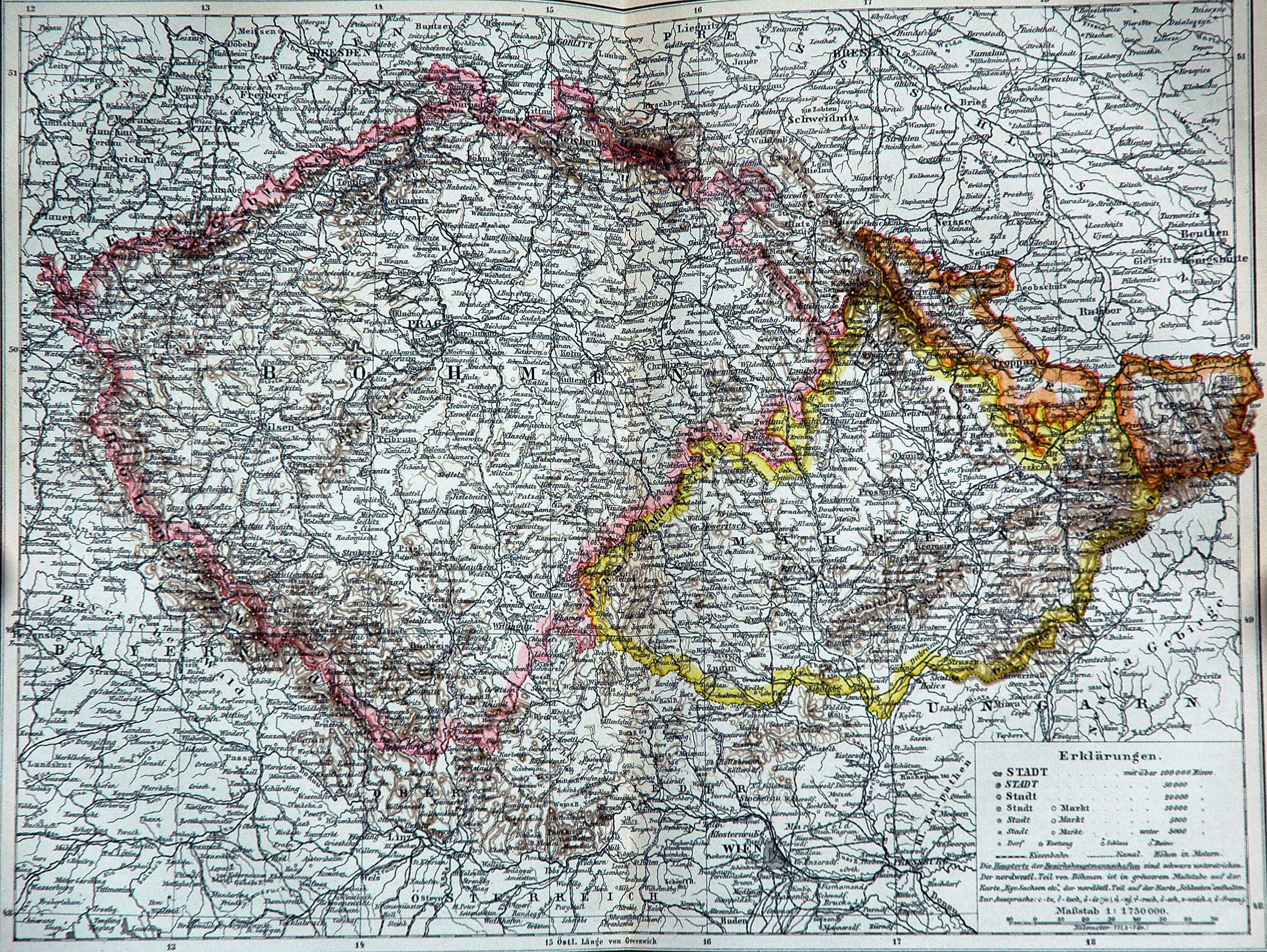
Čechy (bez Kladska), Morava, Rakouské Slezsko k roku 1892 (tehdy části Rakouska-Uherska): užší a nejběžnější územní význam pojmu „české země“

České země je pomocný historicko-geografický termín, který je používán zejména v historickém kontextu a ve svém užším vymezení se takřka úplně shoduje s územím dnešní České republiky.

## Historie
V období od středověku se českými zeměmi rozumí země Koruny české (země podřízené českému králi) v závislosti na územních změnách: České království, Moravské markrabství, od 1. čtvrtiny 14. století slezská knížectví (po roce 1742 jen menší část, která byla navíc v průběhu 18.–19. století po dvě období administrativně spravována společně s Moravou), do roku 1635 pak též obojí markrabství Lužice. (Pro slezská a lužická území se také používá novodobého výrazu vedlejší země, jako projev jejich určité dějinné, etnické a státoprávní odlišnosti od vlastního českomoravského jádra státu.) Další území, jež byla za vlády Lucemburků k České koruně volně připojena (prostřednictvím personální unie), tj. Lucembursko, Braniborsko a zahraniční léna, se jako české země nikdy neoznačovala.
Po zániku monarchie (zániku Rakousko-Uherska, jinými slovy po vzniku Československa) se českými zeměmi rozuměly tři země: Čechy, Morava a česká část Slezska (přičemž Morava a České Slezsko byly od prosince 1928 do konce roku 1948 spojeny do jedné Moravskoslezské země), jimž odpovídají přibližně hlavní povodí v Česku.
Po zániku zemského zřízení se pomocí označení „české země“ (popř. historické země) vymezovaly kraje nespadající pod působnost Slovenské národní rady. S blížící se federalizací Československa a zejména pak v souvislosti s jeho zánikem nad tímto historizujícím označením převážilo po dlouhých kontroverzích synonymní označení Česko, ale to hlavně pro označení moderního státu; v historických kontextech se v literatuře (především odborné) užívá nadále takřka výlučně sousloví „české země“.